# Soke of Peterborough
Soke of Peterborough – byłe hrabstwo w Anglii, istniejące w latach 1889-1965. W 1961 roku hrabstwo liczyło 74 758 mieszkańców.